# Galatasaray Spor Kulübü (calcio femminile)
Il Galatasaray Spor Kulübü, spesso abbreviato in Galatasaray SK e noto come Galatasaray, è una squadra di calcio femminile turca, sezione dell'omonima società polisportiva con sede nella città di Istanbul, nel quartiere Galata, nella parte europea della città.
Fondata nel 2011, per i primi anni rimase attiva solo a livello giovanile per poi essere iscritta, dal settembre 2021, con una squadra senior direttamente in Kadınlar Süper Ligi, massimo livello del campionato nazionale di categoria.

## Storia
Il Galatasaray ha aperto inizialmente una scuola calcio per ragazze di età compresa tra i 6 e i 12 anni presso le sue strutture del Florya Metin Oktay all'inizio del 2011. Le sessioni di allenamento delle ragazze è stato condotto da allenatrici nei fine settimana. La sezione di calcio femminile del Galatasaray è stata fondata nel 2011, costituita da tre categorie distinte per età, bambine, cadette e juniores. La squadra delle più giovani ha vinto il campionato under 13 di Istanbul (İstanbul Minik Kızlar Futbol Ligi) nel 2015, le cadette hanno disputato la finale del campionato turco under 15 (Türkiye Yıldız Kızlar Futbol Şampiyonası) e le juniores sono arrivate al secondo turno del campionato turco under 17 (Türkiye Genç Kızlar Futbol Şampiyonası). Alcune componenti delle Yellow*Reds sono state ammesse alla formazione femminile under 17 della nazionale turca.
Ciò nonostante la direzione del club, adducendo misure di ridimensionamento dovute a problemi finanziari, annunciò che a partire da fine settembre 2016 avrebbero chiuso la sezione di calcio femminile.
Per tornare a rivedere una squadra di calcio femminile del Galatasaray si dovette attendere altri cinque anni quando il 18 settembre 2021 venne istituita  la squadra di calcio femminile senior ingaggiando Nurcan Çelik per ricoprire l'incarico di primo allenatore. Iscritta direttamente alla Kadınlar Süper Ligi, massimo livello del campionato turco di categoria, come una delle otto nuove squadre che vanno a espandere il torneo a 24 squadre, divise in due gironi, nel campionato d'esordio chiude al sesto posto del gruppo B, garantendosi un'agevole salvezza. Il campionato 2022-2023 vede compiere alla squadra un salto di prestazioni, raggiungendo inizialmente il primo posto in classifica del gruppo B, accedendo quindi ai play-off arrivando a disputare le semifinali prima di essere eliminate dal Fenerbahçe.
Al suo terzo tentativo, con il campionato 2023-2024 tornato alla formula del girone unico, il Galatasaray conquista la vetta della classifica vincendo il suo primo titolo nazionale con 71 punti, frutto di 23 vittorie, 2 pareggi e 5 sconfitte, due punti più dell'Ankara BB Fomget, guadagnando inoltre l'accesso alla UEFA Women's Champions League per l'edizione 2024-2025.

## Organico

### Rosa 2024-2025
Rosa, ruoli e numeri di maglia come da sito ufficiale, integrati dal sito UEFA, aggiornati al 6 settembre 2024.
| N. |                        | Ruolo | Calciatrice                 |
| -- | ---------------------- | ----- | --------------------------- |
| 1  | Turchia (bandiera)     | P     | Gamze Nur Yaman             |
| 2  | Stati Uniti (bandiera) | D     | Jazmin Wardlow              |
| 5  | Turchia (bandiera)     | D     | Eda Karataş                 |
| 7  | Turchia (bandiera)     | C     | Arzu Karabulut              |
| 8  | Turchia (bandiera)     | C     | Emine Ecem Esen             |
| 9  | Turchia (bandiera)     | A     | Elanur Laçin                |
| 10 | Turchia (bandiera)     | C     | İsmigül Yalçıner (Capitano) |
| 12 | Turchia (bandiera)     | C     | Helin Erbulun               |
| 12 | Rep. Ceca (bandiera)   | A     | Andrea Stašková             |
| 13 | Turchia (bandiera)     | C     | Fatma Sare Öztürk           |
| 16 | Turchia (bandiera)     | C     | Ebru Topçu                  |
| 17 | Turchia (bandiera)     | P     | Handan Kurğa                |

| N. |                        | Ruolo | Calciatore             |
| -- | ---------------------- | ----- | ---------------------- |
| 18 | Azerbaigian (bandiera) | C     | Kristina Bakarandze    |
| 19 | Turchia (bandiera)     | C     | Berra Pekgöz           |
| 20 | Turchia (bandiera)     | D     | Berna Yeniçeri         |
| 21 | Turchia (bandiera)     | C     | Ecem Cumert            |
| 22 | Azerbaigian (bandiera) | D     | Nazlıcan Parlak        |
| 23 | Turchia (bandiera)     | P     | Müge İnan              |
| 24 | Turchia (bandiera)     | C     | Arzu Akkurt            |
| 25 | Senegal (bandiera)     | A     | Hapsatou Malado Diallo |
| 30 | Turchia (bandiera)     | C     | Berra Pekgöz           |
| 34 | Colombia (bandiera)    | A     | Catalina Usme          |
| 77 | Turchia (bandiera)     | C     | İrem Eren              |
| 99 | Turchia (bandiera)     | A     | Benan Altıntaş         |